# Dario Šarić
Dario Šarić (ur. 8 kwietnia 1994 w Szybeniku) – chorwacki koszykarz grający na pozycji silnego skrzydłowego, reprezentant Chorwacji, od 2024 zawodnik Denver Nuggets. 
W 2014 został wybrany z 12 numerem w drafcie NBA przez Orlando Magic.

## Życiorys
Pierwsze dwa sezony w profesjonalnej koszykówce rozegrał w KK Zrinjevac i Dubrava. W 2011 roku przeszedł do KK Zagreb. Razem z Mario Hezonją i Dominikiem Mavrą wygrali młodzieżową Euroligę. Šarić zanotował triple-double w finale, zdobywając 19 punktów, 14 zbiórek i 10 asyst. Został wybrany MVP turnieju.
W 2011 wystąpił w meczu wschodzących gwiazd - Nike Hoop Summit. Rok później wystąpił ponownie w tym meczu, zaliczył 13 punktów, 14 zbiórek i 5 asyst.
W listopadzie 2012 podpisał czteroletni kontrakt z Ciboną Zagrzeb. 
W latach 2010, 2011 i 2012 był nominowany do nagrody dla najlepszego młodego zawodnika w Europie przez FIBA. W 2013 i 2014 dwukrotnie był laureatem tej nagrody.
W 2013 zdobył z Ciboną tytuł mistrza kraju i Puchar Chorwacji. Został wybrany MVP finałów. W kwietniu 2014 został wybrany do pierwszej piątki Ligi Adriatyckiej, notując średnio 16,7 punktów, 9,7 zbiórek i 3,2 asyst w sezonie regularnym. Cibona triumfowała w Final Four turnieju, a Šarić został wybrany MVP finałów.
24 czerwca 2014 podpisał dwuletni kontrakt z opcją przedłużenia o kolejny sezon z Anadolu Efes. Turecki klub musiał zapłacić Cibonie 1,2 miliona dolarów, by wykupić Chorwata. W drafcie NBA został wybrany z 12 numerem przez Orlando Magic, które oddało prawa do jego osoby do Philadelphia 76ers w zamian za Elfrida Paytona. 
15 lipca 2016 podpisał umowę z Philadelphia 76ers.
W sezonie 2016/2017 zajął drugie miejsce w głosowaniu na debiutanta roku NBA.
12 listopada 2018 Sarić dołączył do Minnesoty, a w wymianie wziął udział także Robert Covington i Jerryd Bayless. Do Philadelphii przenieśli się Jimmy Butler oraz Justin Patton.
6 lipca 2019 trafił w wyniku wymiany do Phoenix Suns. 9 lutego 2023 został wytransferowany do Oklahoma City Thunder. 12 lipca 2023 dołączył do Golden State Warriors.
7 lipca 2024 roku dołączył do Denver Nuggets.

## Osiągnięcia
Stan na 20 września 2023, na podstawie, o ile nie zaznaczono inaczej.

### NBA
- Wicemistrz NBA (2021)
- Uczestnik Rising Stars Challenge (2017, 2018)[20]
- Zaliczony do I składu debiutantów NBA (2017)[21]

### Drużynowe
- Mistrz Ligi Adriatyckiej (2014)
- Mistrz Chorwacji (2013)
- Wicemistrz:
  - Chorwacji (2014)
  - Turcji (2015, 2016)
- Zdobywca Pucharu:
  - Turcji (2015)
  - Chorwacji (2013)
  - Dražena Petrovicia (2013)
  - Prezydenta Turcji (2015)
- Finalista Pucharu Chorwacji (2012)

### Indywidualne
- MVP:
  - Ligi Adriatyckiej (2014)
  - finałów Ligi Adriatyckiej (2014)
  - finałów ligi chorwackiej (2013)
  - turnieju Next Generation Euroligi (2011)
  - miesiąca Euroligi (listopad 2014)
  - kolejki Ligi Adriatyckiej (25, 27, 28 – 2014)
- Laureat nagrody:
  - Młody Zawodnik Roku FIBA Europa (2013, 2014)
  - Czołowy prospekt ligi adriatyckiej (2014)
- Lider:
  - w zbiórkach:
    - Ligi Adriatyckiej (2014)
    - ligi chorwackiej (2011, 2014)

  - strzelców ligi:
    - adriatyckiej (2014)
    - chorwackiej (2014)
- Zaliczony do I składu:
  - Ligi Adriatyckiej (2014)[22]
  - turnieju Next Generation Euroligi (2010, 2011)
- Uczestnik meczu gwiazd Europy U–18 (2011)

### Reprezentacja
Seniorów
- Uczestnik:
  - mistrzostw Europy (2013 – 4. miejsce, 2015 – 9. miejsce)
  - mistrzostw świata (2014 – 10. miejsce)

Młodzieżowe
- Mistrz:
  - Europy U–16 (2010)
  - Europy U–18 (2012)
- Uczestnik mistrzostw:
  - Europy U–16 (2009 – 6. miejsce, 2010)
  - Europy U–18 (2010 – 5. miejsce, 2012)
  - świata U–19 (2011 – 8. miejsce, 2013 – 8. miejsce)
- MVP:
  - Eurobasketu U–16 (2010)
  - Eurobasketu U–18 (2012)
- Laureat nagrody Burkhard Wildermuth Prize dla najbardziej utalentowanego zawodnika turnieju Alberta Schweitzera (2008)
- Zaliczony do I składu:
  - Eurobasketu:
    - U–16 (2010)
    - U–18 (2012)

  - mistrzostw świata U–19 (2013)
- Lider:
  - strzelców Eurobasketu:
    - U–18 (2012)
    - U–16 w średniej punktów (2010)

  - Eurobasketu U–16 w zbiórkach (2010)